# Lin Yu-hsien

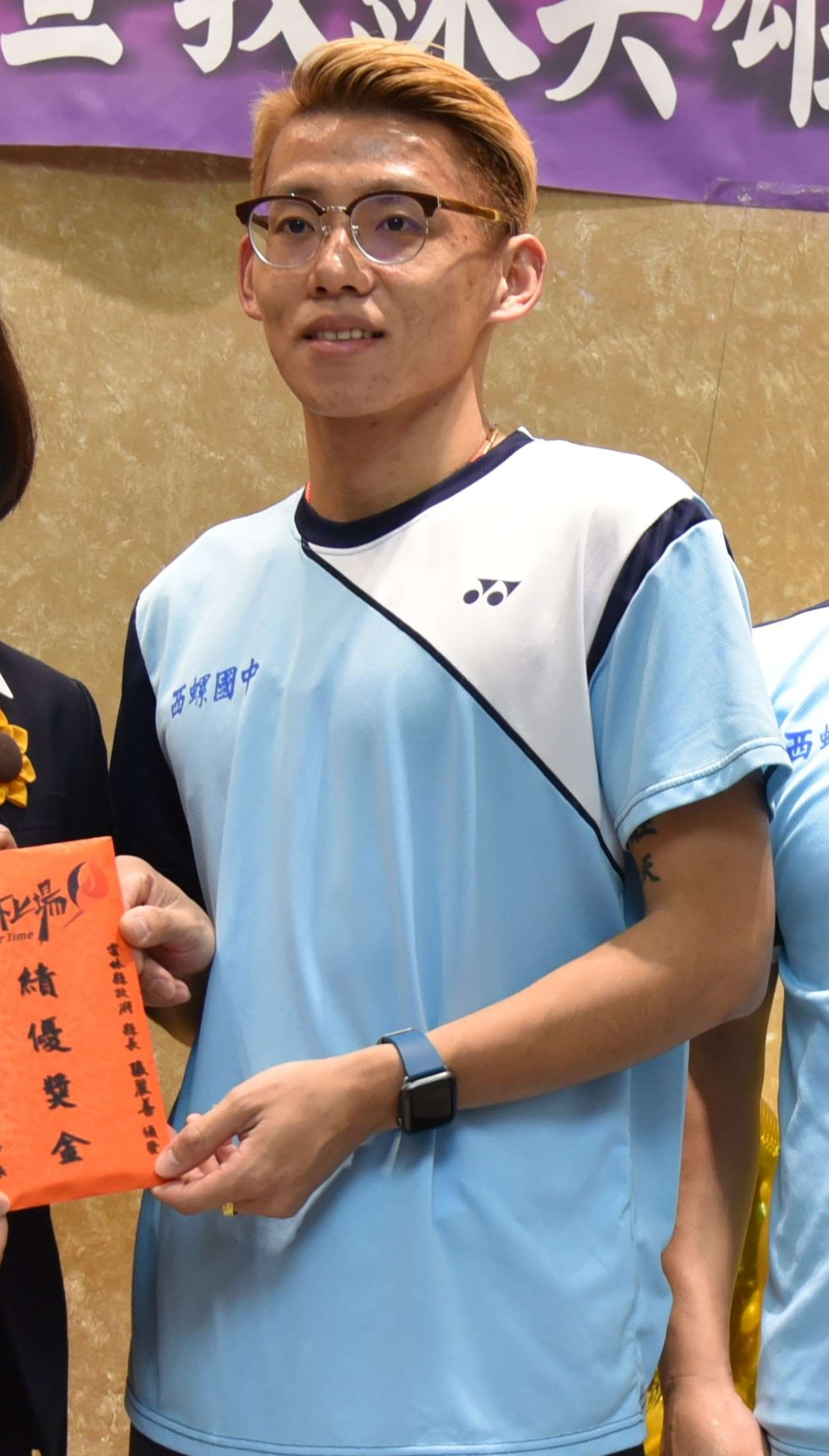
Lin Yu-Hsien, 2020

Lin Yu-hsien (chinesisch 林祐賢, Pinyin Lín Yòuxián; * 27. September 1991) ist ein taiwanischer Badmintonspieler.

## Karriere
Lin Yu-hsien startete mit der taiwanischen Nationalmannschaft in der asiatischen Qualifikation zum Thomas Cup 2012. Sein Team verfehlte mit Rang sechs die Qualifikation für die Endrunde um einen Platz. Bei den Canada Open 2012 wurde er Zweiter im Herreneinzel.